# Aleja Wilanowska w Warszawie
Aleja Wilanowska – ulica w dzielnicach Mokotów i Wilanów w Warszawie.

## Opis
Łączy skrzyżowanie ul. Marynarskiej, ul. Rzymowskiego i ul. Wołoskiej (rondo Unii Europejskiej) z węzłem Wilanów (ul. Wiertnicza w kierunku Sadyby i ul. Przyczółkowa w kierunku Konstancina).
Na całej długości odbywa się nią ruch autobusowy. Aleja jest dwujezdniowa z wyjątkiem odcinka od alei Niepodległości do ronda Unii Europejskiej.

## Historia
W czasie prac archeologicznych prowadzonych w latach 1976–1978 u zbiegu alei i ul. Jana III Sobieskiego natrafiono na relikty osady istniejącej tam od przełomu XI i XII do XIII wieku. Odkryto wtedy 40 obiektów, m.in. chaty z paleniskami i zabudowania gospodarcze.

## Ważniejsze obiekty
- Muzeum Kowalstwa w Warszawie
- Żółta Karczma, siedziba Muzeum Historii Polskiego Ruchu Ludowego
- Cmentarz w Wilanowie
- Tablica pamiątkowa Tchorka (przy skrzyżowaniu z ul. Puławską)
- Stacja metra Wilanowska
- Osiedle Arbuzowa
- Osiedle Ażurowych Okiennic
- Osiedle Domaniewska
- Osiedle Wilanówek
- Centrum handlowe Westfield Mokotów
- Potok Służewiecki

## Inne informacje
W Warszawie istnieje druga ulica o takiej samej nazwie – ulica Wilanowska w dzielnicy Śródmieście.